# Hope Sandoval
Hope Sandoval (Los Angeles, 24 de junho de 1966) é uma cantora norte-americana, que foi vocalista da banda Mazzy Star e mais tarde dos Hope Sandoval & the Warm Inventions. Sandoval participou de concertos, bem como colaborou com outros artistas, incluindo Massive Attack, para quem ela cantou "Paradise Circus" no álbum de 2010 intitulado Heligoland e, em 2016, cantou "The Spoils", single da mesma banda.  

## Biografia
Sandoval nasceu em 24 de junho de 1966 em Los Angeles, Califórnia. Ela é descendente de mexicanos e foi criada no leste de Los Angeles. Seu pai foi um açougueiro, enquanto sua mãe trabalhava para uma empresa de batata frita. Os pais de Sandoval se divorciaram quando ela era ainda uma criança e, por isso, foi criada fundamentalmente pela sua mãe.
Sandoval se interessou por música quando ainda tinha 13 anos de idade e foi influenciada principalmente pelos Rollings Stones. Em 1986, com sua amiga Sylvia Gomez, formou uma dupla folk chamada Going Home. Elas mandaram uma demo de suas músicas para David Roback. Ele, por sua vez, contactou a dupla e pediu para tocar a guitarra para elas. O material gravado por Gomez, Sandoval e Rocack ainda será publicado.

### Opal e Mazzy Star
Hope Sandoval juntou-se à banda Opal nos finais de 1980s com David Roback e sua amiga Kendra Smith, que viria a deixar a banda. Roback e Sandoval começam a compor juntos (sendo Sandoval autora da maioria das letras) e alteram o nome da banda para Mazzy Star. No inicio de 1992, a banda lançou o album  So Tonight That I Might See
Em 1996 editou o album Among My Swan.
Em 2001 lançou o album Bavarian Fruit Bread com Hope Sandoval & The Warm Inventions. 
No ano de 2009 saiu o album Through The Devil Softly da mesma banda.
Em 2013 os Mazzy Star voltam a lançar outro album, Seasons Of Your Day.

### Hope Sandoval & the Warm Inventions
Mais tarde formou uma nova banda com Colm O'Ciosoig dos My Bloody Valentine chamada Hope Sandoval & the Warm Inventions.
Ela também contribuiu em várias músicas com outros artistas como: The Jesus and Mary Chain, Chemical Brothers, Death In Vegas, Massive Attack e Bert Jansch.